# Lago Balmaceda
El lago Balmaceda es un cuerpo de agua ubicado en la Región de Magallanes, al sur de la ciudad chilena de Puerto Natales.

## Ubicación y características
Es un lago de aguas poco profundas, de forma equidimensional, un espejo de agua de aproximadamente 6.500 hectáreas y rodeado de grandes pantanos muy pastosos. Su principal afluente es el río Tranquilo (Balmaceda) que nace al este de Puerto Natales, en las faldas de la sierra Dorotea, donde es conocido como río Casas Viejas porque Hermann Eberhard construyó allí sus primeras casas. También recibe aportes de la laguna Diana, de un chorrillo sin nombre, de las laguna Escondida (río Tranquilo): 600 : 3–8 

## Historia
Luis Risopatrón lo describe en su Diccionario Jeográfico de Chile de 1924:: 64 
Balmaceda (Lago). Estenso, rodeado de grandes pantanos mui pastosos, se encuentra al S de las llanuras de Diana i desagua al W por el río Hollemberg a la bahía Desengaño del golfo Almirante Montt.
Risopatrón advierte que es llamado Louise en el mapa de Nordenskjöld.

## Población, economía y ecología
El poblado más cercano es Puerto Natales.